# 斯皮维大厦
斯皮维大厦（英語：Spivey Building）是一座十二层的摩天大楼，位于伊利诺伊州东圣路易斯的密苏里大道417号。该大厦建于1927年，是东圣路易斯唯一一座摩天大楼，建筑师为阿尔伯特·B·弗兰克尔。该建筑的设计特点是窗户被陶瓦垂直分开，被砖墩水平隔开。在1950年代东圣路易斯繁荣的鼎盛时期，斯皮维大厦作为写字楼内部设有很多企业的办公室，在当时被许多商务人士视为绝佳的办公场所，不过随着东圣路易斯的衰落，该楼也被荒废了数十年。